# Berkersheim

Le quartier (en rouge) au sein de l'arrondissement (en rouge clair) et de la ville (en gris)

Francfort-Berkersheim (en allemand : Frankfurt-Berkersheim) est un quartier (Stadtteil) de Francfort-sur-le-Main.